# Ammonius (kráter)

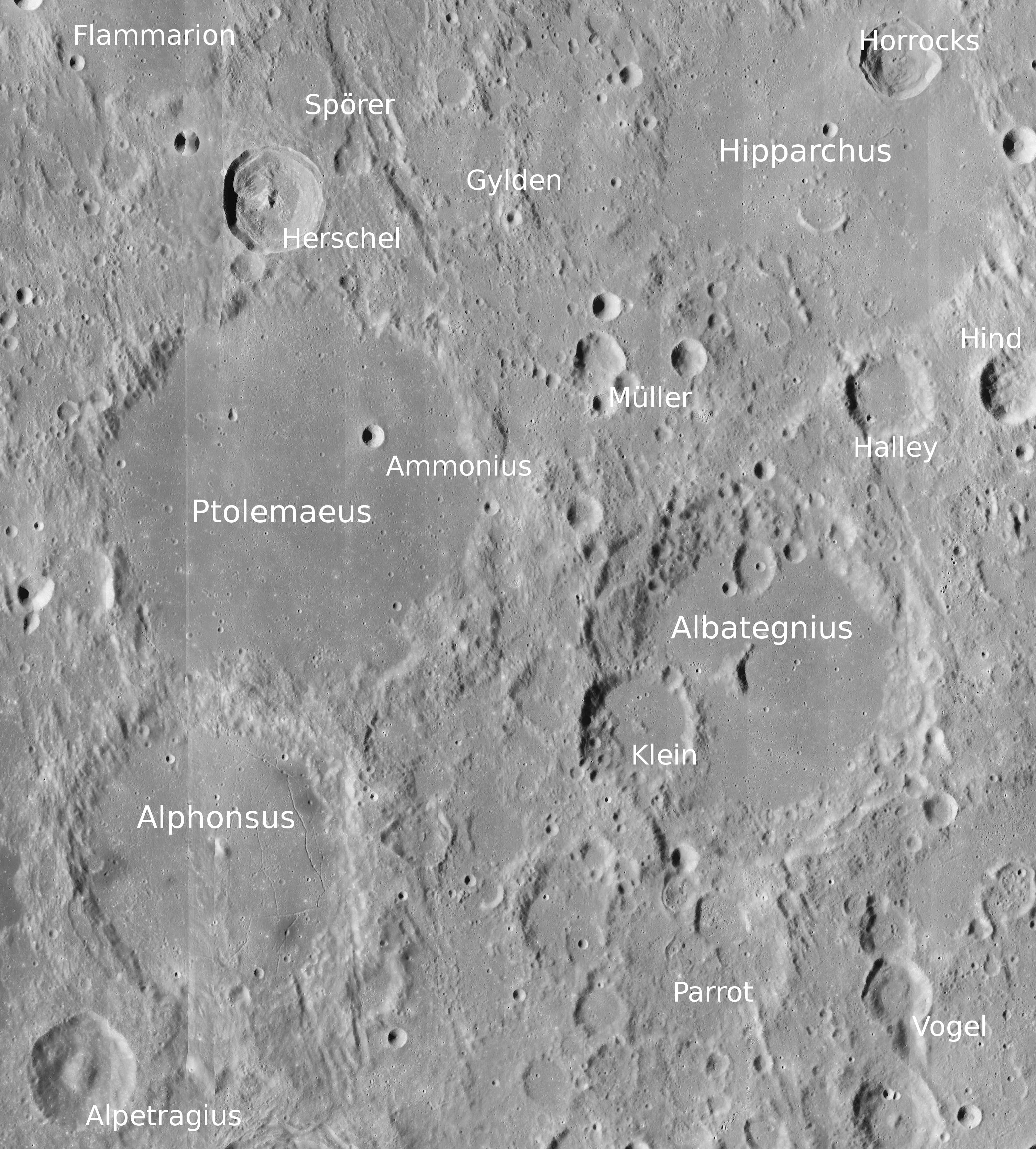
Poloha kráteru Ammonius.

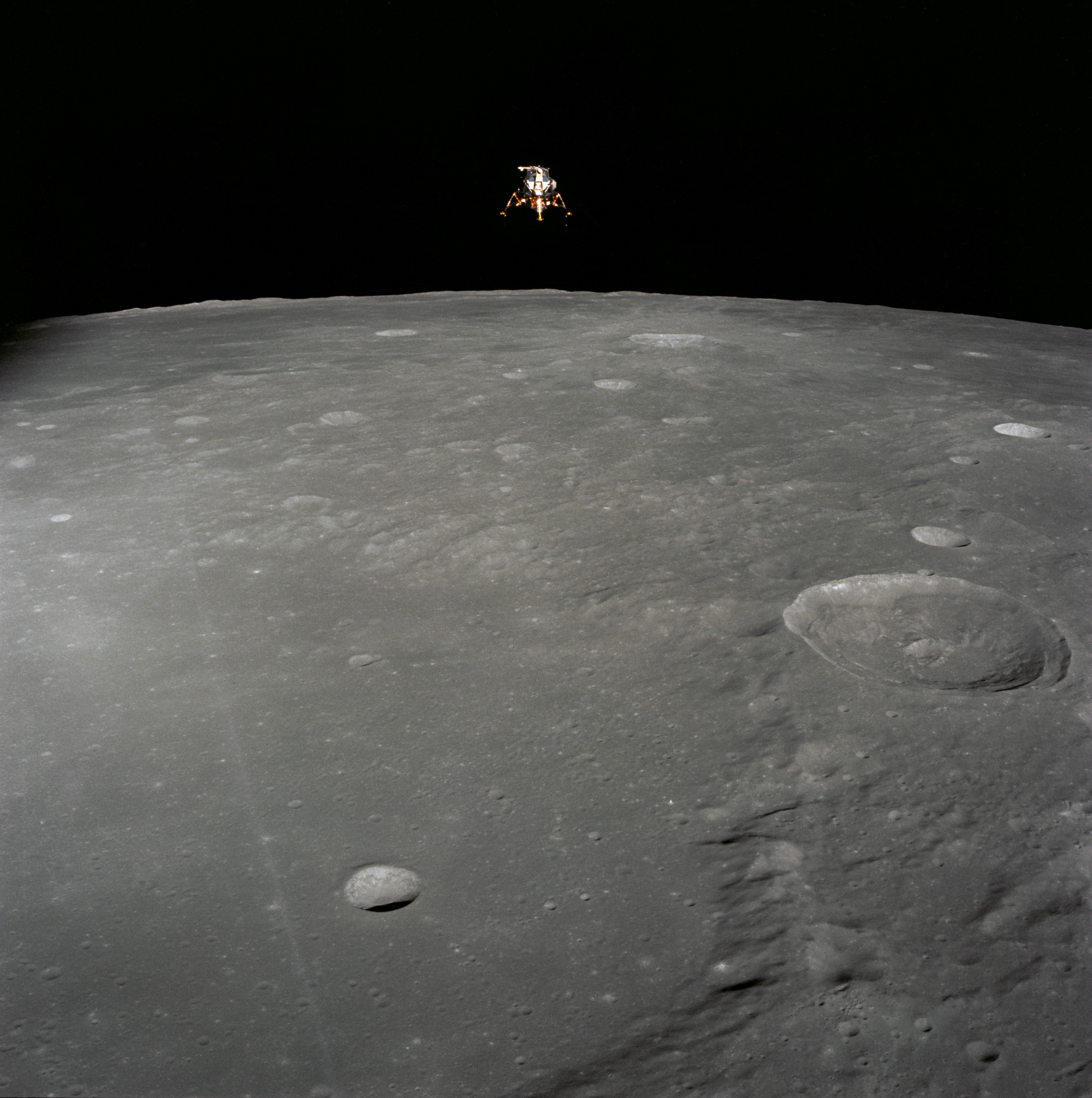
Kráter Ptolemaeus zabírá levou spodní část snímku. Malý kráter uvnitř je Ammonius. Kráter napravo uprostřed je Herschel. Nahoře je vidět lunární modul Apolla 12.

Ammonius je malý impaktní kráter miskovitého tvaru uvnitř valové roviny Ptolemaeus poblíž nultého poledníku na přivrácené straně Měsíce. Má průměr 9 km.
Ammonius leží cca 30 km severovýchodně od středu Ptolemaia. Severně od něj se v těsném sousedství nachází „duchový kráter“, zbytek lávou zatopeného kráteru, který v současnosti nese název Ptolemaeus B.

## Název
Pojmenován je podle řeckého filosofa Ammónia Hermiae. Než mu v roce 1976 Mezinárodní astronomická unie přidělila současný název, nesl označení Ptolemaeus A.